# هرشل واکر
هرشل واکر (انگلیسی: Herschel Walker؛ زادهٔ ۳ مارس ۱۹۶۲) یک بازیکن فوتبال آمریکایی اهل ایالات متحده آمریکا است. وی درسال ۲۰۱۹ به عضویت  شورای رئیس‌جمهور برای آمادگی جسمانی، ورزش و تغذیه درآمد.
از باشگاه‌هایی که در آن بازی کرده‌است می‌توان به دالاس کاوبویز، مینه‌سوتا وایکینگز، نیویورک جاینتز، و فیلادلفیا ایگلز اشاره کرد.